# De Wrekers
De Wrekers (The Avengers) is een Britse televisieserie uit de jaren 60 over een groep geheim agenten in het Verenigd Koninkrijk. Het programma werd gemaakt door producent Sydney Newman van de televisiemaatschappij Associated British Corporation. De pilotaflevering, 'Hot Snow', werd op 7 januari 1961 uitgezonden. Het uitzenden van de allerlaatste aflevering, 'Bizarre', vond in de Verenigde Staten plaats op 21 april 1969 en in het Verenigd Koninkrijk op 21 mei van hetzelfde jaar. De serie telt 161 afleveringen.
In Nederland werd De Wrekers uitgezonden door de KRO (1966-1971), later werd een aantal afleveringen herhaald (zoals in 1974-1975, 1984, 2003-2004). In 1993 en 1995 herhaalde Veronica afleveringen van deze serie, in 1997 deed RTL 5 en in 1997-1998 deed TV10 dit. In 2019 begon ONS met de herhalingen van de serie vanaf seizoen 2.

## De voorloper
De oorsprong van de reeks dateert van 1960 met de reeks Police Surgeon, met Ian Hendry in de rol van Dr Geoffrey Brent, een politiearts bij de Londense Metropolitan Police. De serie kende weinig succes en in 1961 veranderde Sydney Newman het format: de reeks werd minder realistisch en kreeg een nieuwe titel: The Avengers. Bovendien werd de duur van de afleveringen verlengd van 30 naar 50 minuten. Ian Hendry speelde nog steeds de hoofdrol. Patrick Macnee werd toegevoegd aan de cast als geheim agent John Steed. Van deze serie zijn alle afleveringen verloren gegaan, op twee na.

## Historie
De figuur van John Steed werd steeds populairder en toen Hendry in 1962 de serie verliet om een filmcarrière te beginnen, kreeg Macnee de hoofdrol in de serie. Zijn eerste partners waren de nachtclubzangeres Venus Smith en Dr. Martin King. Bij de aanvang van het tweede seizoen in 1962 kreeg John Steed er een vrouwelijke partner bij: Mrs. Cathy Gale (vertolkt door Honor Blackman). Haar rol als zelfverzekerde en onafhankelijke vrouw was ongezien voor die tijd en maakte indruk op het publiek van de reeks. 
Tijdens de periode met Blackman veranderde John Steeds type vanaf de vijftiende aflevering van een ruige geheim agent in regenjas in de typische Engelse gentleman in driedelig pak met paraplu en bolhoed, die allebei allerlei handige eigenschappen bleken te hebben. Blackman werd een tv-superster in Engeland met haar leren outfit en haar hoog-schoppende vechtstijl. Bij de aanvang van het derde seizoen was Cathy Gale de enige overblijvende partner van John Steed. Door haar vertolking was het dus niet vreemd dat ze tegenover Sean Connery verscheen in de Bondfilm Goldfinger, maar hierdoor moest ze na het derde seizoen wel de serie verlaten.
Een nieuwe vrouwelijke partner verscheen in 1965: Mrs. Emma Peel (gespeeld door Diana Rigg). Aanvankelijk was Elizabeth Shepherd gecast voor de rol van Emma Peel in het vierde seizoen. Maar al na een paar afleveringen beslisten de producers dat zij niet voldeed en zij werd vervangen door Diana Rigg. Van de opnames van Shepherd als Emma Peel is niets bewaard gebleven. Riggs personage behield de zelfverzekerdheid en de superieure vechtvaardigheden van Cathy Gale. Aanvankelijk droeg ook Emma Peel de typische leren outfit van haar voorgangster, maar bij de overgang van zwart-wit naar kleur kreeg Diana Rigg een eigen modebewuste garderobe aangemeten.
In 1967 verliet Rigg de serie om haar eigen filmcarrière te beginnen. Ze volgde Blackmans voetsporen door eveneens in een Bondfilm te spelen (On Her Majesty's Secret Service uit 1969), maar ze keerde terug voor een afscheidsaflevering in 1968. Haar opvolgster was de Canadese actrice Linda Thorson als onervaren agente Tara King. Anders dan bij de vorige partners stonden de scenarioschrijvers een subtiele romance toe tussen Steed en Tara.

## De reeks in de Verenigde Staten
De komst van Rigg viel samen met de verkoop van de serie aan de Verenigde Staten. Tot dan werd de serie opgenomen op 405-line videotape, met weinig mogelijkheden tot bewerking. Veel van de Blackman afleveringen werden live opgenomen in de studio. De banden van deze afleveringen werden later gewist voor hergebruik. (Van seizoen 2 en 3 bestaan alle afleveringen nog, maar dan in de vorm van telerecordings, kopieën die op 16mm-film werden opgenomen.) Door de overeenkomst met de VS konden de producers het zich financieel veroorloven om de afleveringen voortaan op te nemen op 35mm-film, wat de serie een veel grotere flexibiliteit gaf. Deze verandering was noodzakelijk, want de Britse videotapes konden niet worden uitgewisseld met het Amerikaanse videosysteem. Na vier seizoenen in zwart-wit begon De Wrekers in 1967 in kleur, alhoewel het nog twee jaar zou duren voordat ook de Britse kijkers het programma in kleur konden zien.
Zonder Rigg als Mrs Emma Peel doken de kijkcijfers echter omlaag en de serie werd in de Verenigde Staten van het scherm gehaald. Doordat deze belangrijke commerciële back-up wegviel, kon de productie in Engeland ook niet langer doorgaan en de serie eindigde in 1969.

## Beoordeling
De hoogtijdagen van de serie situeren zich in 1965 met Macnee en Rigg. Deze afleveringen worden dan ook gerekend tot de klassiekers. 
De vroegere afleveringen met Blackman waren eerder realistisch van toon, met soms verrassend serieuze spionagedrama's, maar vanaf 1965 werden dikwijls ingrediënten uit de populaire sciencefiction geïntroduceerd. Steed en Emma Peel kregen steeds vaker af te rekenen met gekke wetenschappers, androïdes, robots, onzichtbare tegenstanders of vleesetende planten. Vandaar dat de realistische toon van vroeger soms veranderde in een vrij barokke sfeer met af en toe een humoristische ondertoon. 
De oorspronkelijke reeks heeft echter een cultstatus voor de fans.

## Personages
- John Steed (Patrick Macnee)(Series 1–7)
- Dr. David Keel (Ian Hendry)(Series 1)
- Catharine Gale (Honor Blackman)(Series 2–3)
- Emma Peel (Diana Rigg)(Series 4–5)
- Tara King (Linda Thorson) (Series 6 en 7)
- Carol Wilson (Ingrid Hafner)
- Verschillende gastrollen (Garfield Morgan)

## The New Avengers
In de jaren 70 keerde de serie terug onder de naam The New Avengers, met opnieuw Macnee als Steed, maar deze keer met twee nieuwe partners: Mike Gambit (Gareth Hunt) en Purdey (Joanna Lumley). De serie werd geproduceerd door de originele producers Brian Clemens en Albert Fennell, met Frans en later Canadees geld. Er werden twee seizoenen met in totaal 26 afleveringen geproduceerd. Fans zijn verdeeld over de verdiensten van deze revival. Velen suggereerden dat de serie zijn magie verloren had. De inhoud was minder origineel en de leeftijd van Macnee liet zich duidelijk merken. De laatste zes afleveringen, getiteld The New Avengers in Canada, die in Canada werden gefilmd en geproduceerd, worden over het algemeen als zeer zwak bestempeld. In Nederland is de serie uitgezonden door de KRO (1976-1977).

## Film
In 1998 kwam de film The Avengers uit, gebaseerd op de personages van Rigg en Macnee van de televisieserie, met Uma Thurman als Emma Peel en Ralph Fiennes als John Steed. De rol van Sir August de Wynter, een geleerde die het weer van de aarde wilde beheersen, werd vertolkt door Sean Connery. Warner Bros vermoedde vanaf het begin dat de film misschien zou floppen en weigerde de zogenaamde press-screenings uit angst voor de slechte kritieken. Bovendien werden heel wat scènes geknipt, zodat de uiteindelijke speelduur van 115 minuten tot 89 minuten werd teruggebracht. Hierdoor gingen de samenhang en de sfeer van de oorspronkelijke serie in het verhaal verloren.
De film kreeg bij de (uitgestelde) release in augustus 1998 inderdaad slechte recensies van critici en fans.

## Boeken
Boeken gebaseerd op de serie uit de jaren 60:
- The Avengers (Douglas Enefer, 1963);
- Deadline (Patrick Macnee, 1965);
- Dead Duck (Patrick Macnee, 1966);
- The Floating Game (John Garforth, 1967);
- The Laugh Was on Lazarus (John Garforth, 1967);
- The Passing of Gloria Munday (John Garforth, 1967);
- Heil Harris! (John Garforth, 1967);
- The Afrit Affair (Keith Laumer, 1968);
- The Drowned Queen (Keith Laumer, 1968);
- The Gold Bomb (Keith Laumer, 1968);
- The Magentic Man (Norman Daniels, 1968);
- Moon Express (Norman Daniels, 1969);
- The Saga of Happy Valley (Geoff Barlow, 1980 - een illegale Australische uitgave waarin de namen van de personages werden veranderd in John Steade en Emma Peale);
- Too Many Targets (John Peel, 1990).

Boeken grotendeels gebaseerd op The New Avengers :
- House of Cards (Peter Cave, 1976);
- The Eagle's Nest (John Carter, 1976);
- To Catch a Rat (Walter Harris, 1977);
- Fighting Men (Justin Cartwright, 1977);
- The Cybernauts (Peter Cave, 1977);
- Hostage (Peter Cave, 1977),

Boek gebaseerd op de film uit 1998:
- The Avengers (Julie Kaewert, 1998).

## Toneel
In 1971 verscheen in het Verenigd Koninkrijk een toneelversie, geschreven door Brian Clemens en Leslie Phillips, bekende scenarioschrijvers van tv-series. De rol van John Steed werd vertolkt door Simon Oates en Sue Lloyd speelde Hannah Wild, de nieuwe partner van Steed. De slechterik was Madame Gerda, een rol voor Kate O'Mara. Allen hadden eerder al gastrollen gespeeld in de originele reeks.

## Afleveringen
Zie: Lijst van afleveringen van De Wrekers

## Trivia
- De running gag van de serie is dat John Steed en Emma Peel steeds te laat komen om de levens van hun informanten of beschermelingen te redden. Er vallen in de serie erg veel doden, maar Peel en Steed blijven daar uiterst onaangedaan onder.
- Sommige kledingstukken in De Wrekers werden ontworpen door kledingontwerper John Sutcliffe, die ook het fetisj-magazine AtomAge publiceerde.
- Macnee en Blackman brachten in 1964 het lied Kinky Boots uit. In 1990 kwam deze song zelfs terecht in de UK Singles Chart.
- Macnee droeg in de reeks nooit een vuurwapen, alhoewel de Internet Movie Firearms Database zeven gevallen opsomt waarin John Steed wel een vuurwapen gebruikt.
- Er zijn verschillende versies over de inhoud van Steeds paraplu als wapen: een gascontainer, een bandopnemer, een camera, een degen, zelfs een maatje whisky.
- Ook Steeds bolhoed diende als wapen. De stalen plaat in de voering kon kogels tegenhouden en helpen tegenstanders knock-out te slaan.
- De financiële middelen bij de opnames van het eerste seizoen waren zo beperkt dat Patrick Macnee kleren en accessoires droeg uit zijn eigen garderobe.
- Macnee overleed op juni 2015 in de Verenigde Staten. Sinds 1959 had hij de Amerikaanse nationaliteit.